# Exterminator 2
 (mai 2019).
Série
Le Droit de tuer
(1980)
Pour plus de détails, voir Fiche technique et Distribution.
Exterminator 2 est un film américain réalisé par Mark Buntzman, sorti en 1984.
Le film suit John Eastland, qui redevient l'Exterminator pour remettre de l'ordre dans les rues de New York. Mais quand un gang dirigé par le psychopathe X s'en prend à sa petite amie Caroline et son meilleur ami Be Gee, John va leur livrer une guerre sans merci pour se venger avec son lance-flammes et son camion-benne blindé.

## Synopsis
Le film s'ouvre sur le vol d'un magasin d'alcool par un groupe de jeunes bandits bien armés, alors qu'un homme invisible écoute un scanner de police. Cet homme, portant un masque de soudure, apparaît soudain derrière le magasin alors que les bandits s'enfuient, incinérant deux d'entre eux au lance-flammes. Les survivants fuient sous terre, révélant leur appartenance à un gang de rue dirigé par un homme charismatique nommé X (Van Peebles).
Le film alterne des scènes entre John Eastland (Ginty) et X. Eastland développe une relation avec une danseuse nommée Caroline (Geffner). X annonce son intention de diriger le gang pour régner sur les rues et la ville. Le gang vole une voiture blindée et abat un hélicoptère de la police. Un camion à ordures  conduit par Be Gee (Faison) fait un écart dans la foule de gangsters, les dispersant juste avant l'arrivée de la police. Le gang procède à une exécution aux flambeaux du conducteur du véhicule blindé dans le métro, tandis que le frère de X est incinéré par l'homme masqué. Plus tard, le film suit ensuite Eastland et Be Gee, vétérans du Vietnam, se réunissant et parcourant la ville dans le camion à ordures visitant le bar où travaille Caroline et se séparant alors qu'Eastland et Caroline prennent le camion jusqu'à l'appartement de celle-ci. Simultanément, un mafieux visite le repaire du gang lors d'une autre cérémonie aux flambeaux et propose de leur vendre de l'héroïne, le gang teste un échantillon sur une victime kidnappée au hasard et découvre l'emplacement de la maison de Caroline en reconnaissant le camion.
Le lendemain, Eastland et Caroline visitent un parc. Le gang attaque Caroline alors qu'Eastland est distrait, la battant violemment et lui paralysant les jambes. Eastland et Be Gee discutent du crime plus tard dans ce bar. L'homme masqué apparaît dans une ruelle et incinère deux autres gangsters. Plus tard, Caroline et Eastland se battent, et Eastland évoque enfin la justice des justiciers avec Be Gee. Ils s'arment, tendent une embuscade à un groupe de gangsters dans un parc et torturent les informations d'un gangster. Eastland et Be Gee attaquent l'un des entrepôts du gang, pour découvrir qu'ils interrompaient une vente de drogue entre X et le mafieux. Dans la fusillade qui s'ensuit, Be Gee est tué par X, le mafieux et son équipe explosent avec l'argent et Eastland vole l'héroïne. En représailles, le gang assassine Caroline tandis qu'Eastland pleure Be Gee.
Jurant de se venger, Eastland installe une armure improvisée sur le camion, tout en attachant des mitrailleuses et des roquettes antichar sur les côtés et sur le dessus. Une confrontation finale s'ensuit dans une usine, où Eastland tue la plupart des gangsters avec le camion blindé et incinère les survivants avec un lance-flammes. X poursuit ensuite Eastland autour de l'usine, le blessant au passage et capturant le sac d'héroïne. Le sac explose, tuant X, laissant Eastland s'éloigner seul de l'épave.

## Fiche technique
- Titre original : Exterminator 2
- Titre français : Exterminator 2
- Réalisation : Mark Buntzman
- Musique : David Spear
- Pays d'origine :  États-Unis
- Langue originale : anglais
- Format : couleur - 35 mm - 1,85:1 - son stéréo
- Genre : action[1]
- Durée : 89 minutes
- Dates de sortie au cinéma :
  - États-Unis : 14 septembre 1984
  - France : 20 novembre 1985
- Vidéo : Combo DVD+BLU-RAY le 29 juin 2022 chez l'éditeur MDC FILMS (Film en version intégrale)

## Distribution
- Robert Ginty (VF : Michel Paulin) : John Eastland / l'exterminateur
- Mario Van Peebles : X
- Deborah Geffner (VF : Maïk Darah) : Caroline
- Frankie Faison (VF : Med Hondo) : Be Gee
- Arye Gross : Turbo
- L. Scott Caldwell : Patron
- John Turturro : un voyou
- Irwin Keyes (VF : Sady Rebbot) : le monstre

## Autour du film
- Le film fait suite à The Exterminator (Le Droit de tuer) de James Glickenhaus sorti en 1980.
- Exterminator 2 a connu un gros succès en location vidéo comme le premier film.
- Il est rare de voir un héros de film d'action utiliser un lance-flammes comme arme de défense.
- Le film marque les débuts de John Turturro.
- Dans la bande annonce on peut voir plusieurs scènes retirées au montage
- Le film a une autre fin, dans le Making of et sur internet des photos, des scènes de l'autre fin ; John se bagarre avec X + La police tire sur X